# تشو دي (لاعب كرة قدم)
تشو دي (بالصينية: 朱迪) (3 مايو 1995 في الصين - ) هو لاعب كرة قدم صيني في مركز الوسط. لعب مع نادي هينان جيانيي.

## وصلات خارجية
- تشو دي على موقع قاعدة بيانات كرة القدم.إي يو (الإنجليزية)